# Ponir
Ponir (szerbül: Понир), település Banja Luka községben, Bosznia-Hercegovinában, Bosanska krajina területén, a Szerb Köztársaságban. 

## Fekvése
Bosznia-Hercegovina északi részén, Banja Luka központjától légvonalban 8, közúton 8 km-re dél-délkeletre, a Száva jobb oldali mellékfolyójának, az Orbász völgyétől keletre, 550-720 méteres magasságban, a Ponirnak is nevezett Bjeljavina-hegység területén fekszik. A hegység északnyugat – délkeleti irányban, Šehertől, és az Orbász-folyótól húzódik, Čelinac településen emelkedő Lipovac csúcsáig (743 m tengerszint feletti magasságig). A másik oldalon a Vrbanja folyó határolja. Banja Luka felől a falut aszfaltos úton, szép erdei utakon lehet megközelíteni. Az erdő a várostól Ponir faluig védett. A hegység keleti része népesebb, míg a nyugati részén (ami Banja Luka felől is jól látható) hatalmas erdők találhatók, amelyeket patakok és szurdokok kereszteznek. A távolabbi nyugati részen található a Banj brdo (Šehitluci) üdülőterület a NOB emlékművel és a Trešnjik piknikező területtel. Az utóbbi időben Ponirt az lakók kitelepülése miatt meglehetősen elhanyagolták. A Ponir területén a múltban számos rét és legelő volt. Manapság ezeken a területeken erdei növényzet nőtt.

## Népessége
| Nemzetiségi csoport | Népesség 1991 | Népesség 2013 |
| ------------------- | ------------- | ------------- |
| Szerb               | 60            | 14            |
| Bosnyák             | 0             | 0             |
| Horvát              | 0             | 0             |
| Jugoszláv           | 0             | 0             |
| Egyéb               | 0             | 0             |
| Összesen            | 60            | 14            |

## Története
A Ponir-hegység a város melletti hegyvonulatként különleges szerepet tölt be Banja Luka történetében. Megközelíthetetlensége miatt a hadak gyakran elkerülték, ezért átmeneti menedékül szolgált a környező lakosságnak. A hegység jelentős szerepet játszott 1737 augusztusában is az oszmán erők hátterében az osztrák támadás elleni harcban.
A település 1878-ig tartozott az Oszmán Birodalomhoz, ekkor a berlini kongresszus határozata alapján az Osztrák-Magyar Monarchia része lett. 1879-ben az első osztrák-magyar népszámlálás során a Banja Luka-i járáshoz tartozó településnek 10 háztartása és 95 ortodox lakosa volt. 1910-ben a Banja Luka-i járáshoz tartozó településen 22 háztartást és 193 ortodox lakost találtak. A monarchia szétesésével 1918-ban előbb a Szerb-Horvát-Szlovén Királyság, majd 1929-től a Jugoszláv Királyság része. 1921-ben a községnek 28 háztartása és 187 lakosa volt. Az 1929-es törvény értelmében, amikor Bosznia-Hercegovinát négy banovinára, Drinskára, Vrbaskára, Zetskára és Primorskára osztották, ahol Ponir a Vrbaska banovina része lett, amelynek székhelye Banja Luka volt. Jugoszlávia megszállása után a Független Horvát Állam (NDH) része lett. A második világháború idején jelentős partizánmozgalom volt a Ponirban. Jagarében van egy emlékmű, amelyen az van írva, hogy valamikor Đuro Pucar - Stari főhadiszállása volt. A Poniron partizánrádió is működött. A Kozare hősét, Mladen Stojanovićot Lipovacon ölték meg. Bijeli Potokon a fasiszták körülbelül 40 lakost öltek meg. A lakosság nagy része ekkor Kneževoba menekült. A második világháború után a szocialista Jugoszláviához tartozott. A boszniai háborúig iskola működött Poniron. A daytoni békeszerződést követő területfelosztásnál Banja Luka község részeként a Szerb Köztársaság területéhez került.

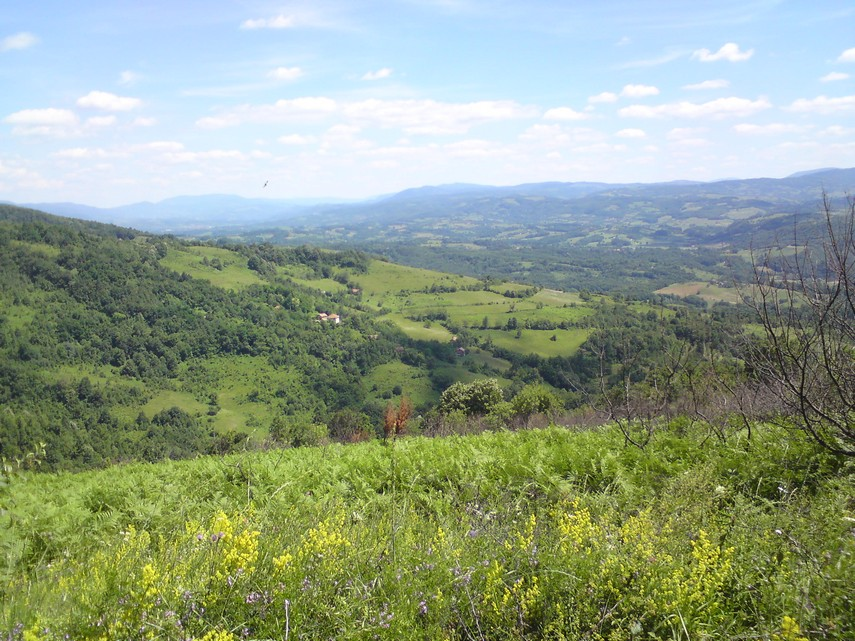
Látkép a Ponir-hegységből

Ponirban ma kizárólag szerbek élnek, azonban a hegység lejtőin voltak bosnyák és horvát települések (falvak). Folyamatos volt a lakosság kiáramlása, sok ház és falu elhagyott volt. 2017-ben Ponirnak már csak 8 állandó lakosa volt, nem számítva a hétvégén ide érkezőket. E körülményekre tekintettel tervben van Ponir bevonása a rekreációs zónába, annak érdekében, hogy a természet értékeit legjobb szervezettségében őrizzék meg a számos látogató számára.

## Fordítás
- Ez a szócikk részben vagy egészben  a   Ponir című szerbhorvát Wikipédia-szócikk ezen változatának fordításán alapul.  Az eredeti cikk szerkesztőit annak laptörténete sorolja fel. Ez a jelzés csupán a megfogalmazás eredetét és a szerzői jogokat jelzi, nem szolgál a cikkben szereplő információk forrásmegjelöléseként.